# Aneuclis
Aneuclis is een geslacht van gewone sluipwespen (Ichneumonidae). De wetenschappelijke naam van het geslacht werd voor het eerst geldig gepubliceerd door Förster in 1869.

## Soorten
De volgende soorten zijn bij het geslacht ingedeeld:
- Aneuclis achterbergi Khalaim, 2018[2]
- Aneuclis aciculifera Khalaim, 2004
- Aneuclis anterior Horstmann, 1971
- Aneuclis atra Khalaim, 2004
- Aneuclis brevicauda (Thomson, 1889)
- Aneuclis denticauda (Khalaim, 2005)
- Aneuclis devriesi Khalaim, 2018[3]
- Aneuclis horstmanni Khalaim, 2004
- Aneuclis incidens (Thomson, 1889)
- Aneuclis interstitialis Horstmann, 2012
- Aneuclis laminosa Khalaim, 2009[4]
- Aneuclis lanternaria Khalaim, 2009[4]
- Aneuclis larga Khalaim, 2009[4]
- Aneuclis lasciva Khalaim, 2009[4]
- Aneuclis lugubris Khalaim, 2009[4]
- Aneuclis luteola Khalaim, 2004
- Aneuclis maritima (Thomson, 1889)
- Aneuclis melanaria (Holmgren, 1860)
- Aneuclis minutissima (Khalaim, 2005)
- Aneuclis mongolica Khalaim, 2004
- Aneuclis obscura Horstmann, 2012
- Aneuclis petiolaris Horstmann, 2012
- Aneuclis pumilus (Holmgren, 1860)[5][6]
- Aneuclis rhodesiana Khalaim, 2010
- Aneuclis rufipleuris Horstmann, 1980
- Aneuclis rufula Horstmann, 2012
- Aneuclis secunda (Khalaim, 2011)[7][8]
- Aneuclis semeonovnae Khalaim, 2004
- Aneuclis stepposa Khalaim, 2004
- Aneuclis stigmata Khalaim, 2004
- Aneuclis tarbagataica Khalaim, 2004
- Aneuclis unica Khalaim, 2004
- Aneuclis vannoorti Khalaim, 2009[4]